# Puchar Świata w łyżwiarstwie szybkim 1987/1988
Puchar Świata w łyżwiarstwie szybkim 1987/1988 był 3. edycją tej imprezy. Dla kobiet pierwszą imprezą były zawody rozegrane 21 listopada 1987 roku w Berlinie Wschodnim, a ostatnie zawody odbyły się 20 marca 1988 roku w Heerenveen. Mężczyźni rywalizację rozpoczęli 21 listopada 1987 roku w Heerenveen, a zakończyli 13 marca 1988 roku w niemieckim Inzell.
Puchar Świata rozgrywano w 8 miastach, w 8 krajach, na 2 kontynentach.
Wśród kobiet najwięcej tytułów zdobyły reprezentantki NRD: Christa Luding wygrała na 500 m i 1000 m, a Gabi Zange była najlepsza w klasyfikacji 3000/5000 m. Ponadto Amerykanka Bonnie Blair wygrała na 1500 m. Wśród mężczyzn zwyciężali: Uwe-Jens Mey z NRD na 500 m, Amerykanin Dan Jansen na 1000 m, André Hoffmann z NRD na 1500 m oraz Szwed Tomas Gustafson w klasyfikacji 5000/10 000 m.

## Medaliści zawodów

### Kobiety

#### Wyniki
| Data                 | Miejsce                                                           | Konkurencja                                                       | Zwycięzca                                                         | 2. miejsce                                                        | 3. miejsce                                                        |
| -------------------- | ----------------------------------------------------------------- | ----------------------------------------------------------------- | ----------------------------------------------------------------- | ----------------------------------------------------------------- | ----------------------------------------------------------------- |
| 21-22 listopada 1987 | Berlin Wschodni                                                   | 500 m (21 listopada)                                              | Christa Rothenburger                                              | Karin Kania                                                       | Angela Stahnke                                                    |
| 21-22 listopada 1987 | Berlin Wschodni                                                   | 1500 m (21 listopada)                                             | Karin Kania                                                       | Constanze Moser                                                   | Gabi Zange                                                        |
| 21-22 listopada 1987 | Berlin Wschodni                                                   | 1000 m (22 listopada)                                             | Karin Kania                                                       | Christa Rothenburger                                              | Angela Stahnke                                                    |
| 21-22 listopada 1987 | Berlin Wschodni                                                   | 3000 m (22 listopada)                                             | Karin Kania                                                       | Gunda Kleemann                                                    | Gabi Zange                                                        |
| 28-29 listopada 1987 | Butte                                                             | 500 m (28 listopada)                                              | Bonnie Blair                                                      | Christa Rothenburger                                              | Karin Kania                                                       |
| 28-29 listopada 1987 | Butte                                                             | 1500 m (28 listopada)                                             | Karin Kania                                                       | Gabi Zange                                                        | Andrea Ehrig-Mitscherlich                                         |
| 28-29 listopada 1987 | Butte                                                             | 1000 m (29 listopada)                                             | Karin Kania                                                       | Christa Rothenburger                                              | Bonnie Blair                                                      |
| 28-29 listopada 1987 | Butte                                                             | 3000 m (29 listopada)                                             | Karin Kania                                                       | Gabi Zange                                                        | Andrea Ehrig-Mitscherlich                                         |
| 4-6 grudnia 1987     | Calgary                                                           | 500 m (4 grudnia)                                                 | Bonnie Blair                                                      | Christa Rothenburger                                              | Karin Kania                                                       |
| 4-6 grudnia 1987     | Calgary                                                           | 1500 m (4 grudnia)                                                | Karin Kania                                                       | Andrea Ehrig-Mitscherlich                                         | Bonnie Blair                                                      |
| 4-6 grudnia 1987     | Calgary                                                           | 1000 m (5 grudnia)                                                | Karin Kania                                                       | Bonnie Blair                                                      | Christa Rothenburger                                              |
| 4-6 grudnia 1987     | Calgary                                                           | 3000 m (5 grudnia)                                                | Gabi Zange                                                        | Karin Kania                                                       | Andrea Ehrig-Mitscherlich                                         |
| 4-6 grudnia 1987     | Calgary                                                           | 500 m (6 grudnia)                                                 | Christa Rothenburger                                              | Bonnie Blair                                                      | Karin Kania                                                       |
| 4-6 grudnia 1987     | Calgary                                                           | 5000 m (6 grudnia)                                                | Andrea Ehrig-Mitscherlich                                         | Gabi Zange                                                        | Marieke Stam                                                      |
| 9-10 stycznia 1988   | Davos                                                             | 500 m (9 stycznia)                                                | Karin Kania                                                       | Edel Therese Høiseth                                              | Andrea Ehrig-Mitscherlich                                         |
| 9-10 stycznia 1988   | Davos                                                             | 1500 m (9 stycznia)                                               | Karin Kania                                                       | Andrea Ehrig-Mitscherlich                                         | Bonnie Blair                                                      |
| 9-10 stycznia 1988   | Davos                                                             | 1000 m (10 stycznia)                                              | Karin Kania                                                       | Andrea Ehrig-Mitscherlich                                         | Bonnie Blair                                                      |
| 9-10 stycznia 1988   | Davos                                                             | 3000 m (10 stycznia)                                              | Andrea Ehrig-Mitscherlich                                         | Karin Kania                                                       | Gabi Zange                                                        |
| 16-17 stycznia 1988  | 13. mistrzostwa Europy w wieloboju kobiet 1988 – Kongsberg        | 13. mistrzostwa Europy w wieloboju kobiet 1988 – Kongsberg        | 13. mistrzostwa Europy w wieloboju kobiet 1988 – Kongsberg        | 13. mistrzostwa Europy w wieloboju kobiet 1988 – Kongsberg        | 13. mistrzostwa Europy w wieloboju kobiet 1988 – Kongsberg        |
| 6-7 lutego 1988      | 19. Mistrzostwa świata w wieloboju sprinterskim 1988 – West Allis | 19. Mistrzostwa świata w wieloboju sprinterskim 1988 – West Allis | 19. Mistrzostwa świata w wieloboju sprinterskim 1988 – West Allis | 19. Mistrzostwa świata w wieloboju sprinterskim 1988 – West Allis | 19. Mistrzostwa świata w wieloboju sprinterskim 1988 – West Allis |
| 13-28 lutego 1988    | XV Zimowe Igrzyska Olimpijskie 1988 – Calgary                     | XV Zimowe Igrzyska Olimpijskie 1988 – Calgary                     | XV Zimowe Igrzyska Olimpijskie 1988 – Calgary                     | XV Zimowe Igrzyska Olimpijskie 1988 – Calgary                     | XV Zimowe Igrzyska Olimpijskie 1988 – Calgary                     |
| 12-13 marca 1988     | 46. mistrzostwa świata w wieloboju kobiet 1988 – Skien            | 46. mistrzostwa świata w wieloboju kobiet 1988 – Skien            | 46. mistrzostwa świata w wieloboju kobiet 1988 – Skien            | 46. mistrzostwa świata w wieloboju kobiet 1988 – Skien            | 46. mistrzostwa świata w wieloboju kobiet 1988 – Skien            |
| 19-20 marca 1988     | Heerenveen                                                        | 500 m (19 marca)                                                  | Christa Rothenburger                                              | Bonnie Blair                                                      | Katie Class                                                       |
| 19-20 marca 1988     | Heerenveen                                                        | 1000 m (19 marca)                                                 | Christa Rothenburger                                              | Bonnie Blair                                                      | Erwina Ryś-Ferens                                                 |
| 19-20 marca 1988     | Heerenveen                                                        | 3000 m (19 marca)                                                 | Erwina Ryś-Ferens                                                 | Petra Moolhuizen                                                  | Grietje Mulder                                                    |
| 19-20 marca 1988     | Heerenveen                                                        | 1500 m (20 marca)                                                 | Bonnie Blair                                                      | Petra Moolhuizen Erwina Ryś-Ferens                                |                                                                   |
| 19-20 marca 1988     | Heerenveen                                                        | 5000 m (20 marca)                                                 | Grietje Mulder                                                    | Petra Moolhuizen                                                  | Gabi Zange                                                        |

#### Klasyfikacje
| Lp. | Zawodnik                  | Punkty |
| --- | ------------------------- | ------ |
| 1.  | Christa Rothenburger      | 119    |
| 2.  | Bonnie Blair              | 94     |
| 3.  | Karin Kania               | 87     |
| 4.  | Edel Therese Høiseth      | 76     |
| 5.  | Ingrid Haringa            | 74     |
| 6.  | Angela Stahnke            | 72     |
| 7.  | Katie Class               | 62     |
| 8.  | Christine Aaftink         | 56     |
| 9.  | Andrea Ehrig-Mitscherlich | 55     |
| 9.  | Shelley Rhead             | 55     |

| Lp. | Zawodnik                  | Punkty |
| --- | ------------------------- | ------ |
| 1.  | Christa Rothenburger      | 89     |
| 2.  | Bonnie Blair              | 84     |
| 3.  | Karin Kania               | 75     |
| 4.  | Andrea Ehrig-Mitscherlich | 56     |
| 5.  | Edel Therese Høiseth      | 52     |
| 6.  | Erwina Ryś-Ferens         | 50     |
| 7.  | Ingrid Haringa            | 47     |
| 8.  | Zofia Tokarczyk           | 45     |
| 9.  | Katie Class               | 42     |
| 10. | Christine Aaftink         | 41     |

| Lp. | Zawodnik                  | Punkty |
| --- | ------------------------- | ------ |
| 1.  | Bonnie Blair              | 83     |
| 2.  | Karin Kania               | 75     |
| 3.  | Erwina Ryś-Ferens         | 72     |
| 3.  | Gabi Zange                | 72     |
| 5.  | Andrea Ehrig-Mitscherlich | 64     |
| 6.  | Anja Mischke              | 53     |
| 7.  | Emese Nemeth-Hunyady      | 49     |
| 8.  | Petra Moolhuizen          | 41     |
| 8.  | Ingrid Paul               | 41     |
| 10. | Constanze Moser           | 37     |

| Lp. | Zawodnik                  | Punkty |
| --- | ------------------------- | ------ |
| 1.  | Gabi Zange                | 109    |
| 2.  | Ingrid Paul               | 100    |
| 3.  | Karin Kania               | 94     |
| 4.  | Andrea Ehrig-Mitscherlich | 90     |
| 5.  | Anja Mischke              | 80     |
| 6.  | Erwina Ryś-Ferens         | 79     |
| 7.  | Jasmin Krohn              | 76     |
| 8.  | Elena Belci-Dal Farra     | 72     |
| 9.  | Grietje Mulder            | 69     |
| 10. | Petra Moolhuizen          | 67     |

### Mężczyźni

#### Wyniki
| Data                 | Miejsce                                                           | Konkurencja                                                       | Zwycięzca                                                         | 2. miejsce                                                        | 3. miejsce                                                        |
| -------------------- | ----------------------------------------------------------------- | ----------------------------------------------------------------- | ----------------------------------------------------------------- | ----------------------------------------------------------------- | ----------------------------------------------------------------- |
| 21-22 listopada 1987 | Heerenveen                                                        | 500 m (21 listopada)                                              | Bae Ki-tae                                                        | Konstantin Charitonow                                             | Uwe-Jens Mey                                                      |
| 21-22 listopada 1987 | Heerenveen                                                        | 1500 m (21 listopada)                                             | André Hoffmann                                                    | Peter Adeberg                                                     | Rolf Falk-Larssen                                                 |
| 21-22 listopada 1987 | Heerenveen                                                        | 500 m (22 listopada)                                              | Bae Ki-tae                                                        | Konstantin Charitonow                                             | Boris Riepnin                                                     |
| 21-22 listopada 1987 | Heerenveen                                                        | 1000 m (22 listopada)                                             | Boris Riepnin                                                     | Jerzy Dominik                                                     | Bae Ki-tae                                                        |
| 21-22 listopada 1987 | Heerenveen                                                        | 5000 m (22 listopada)                                             | Geir Karlstad                                                     | Rolf Falk-Larssen                                                 | Christian Eminger                                                 |
| 28-29 listopada 1987 | Butte                                                             | 500 m (28 listopada)                                              | Dan Jansen                                                        | Uwe-Jens Mey                                                      | Nick Thometz                                                      |
| 28-29 listopada 1987 | Butte                                                             | 1500 m (28 listopada)                                             | André Hoffmann                                                    | Eric Flaim                                                        | Rolf Falk-Larssen                                                 |
| 28-29 listopada 1987 | Butte                                                             | 500 m (29 listopada)                                              | Uwe-Jens Mey                                                      | Dan Jansen                                                        | Tom Cushman                                                       |
| 28-29 listopada 1987 | Butte                                                             | 1000 m (29 listopada)                                             | Uwe-Jens Mey                                                      | Dan Jansen                                                        | Tom Cushman                                                       |
| 28-29 listopada 1987 | Butte                                                             | 5000 m (29 listopada)                                             | Geir Karlstad                                                     | Tomas Gustafson                                                   | Gerard Kemkers                                                    |
| 4-6 grudnia 1987     | Calgary                                                           | 500 m (4 grudnia)                                                 | Bae Ki-tae                                                        | Yukihiro Mitani                                                   | Guy Thibault                                                      |
| 4-6 grudnia 1987     | Calgary                                                           | 5000 m (4 grudnia)                                                | Geir Karlstad                                                     | Tomas Gustafson                                                   | Leo Visser                                                        |
| 4-6 grudnia 1987     | Calgary                                                           | 500 m (5 grudnia)                                                 | Bae Ki-tae                                                        | Guy Thibault                                                      | Uwe-Jens Mey                                                      |
| 4-6 grudnia 1987     | Calgary                                                           | 1500 m (5 grudnia)                                                | Igor Żelezowski                                                   | Gaétan Boucher                                                    | Wiktor Szaszerin                                                  |
| 4-6 grudnia 1987     | Calgary                                                           | 1000 m (6 grudnia)                                                | Igor Żelezowski                                                   | Nick Thometz                                                      | Bae Ki-tae                                                        |
| 4-6 grudnia 1987     | Calgary                                                           | 10 000 m (6 grudnia)                                              | Geir Karlstad                                                     | Gerard Kemkers                                                    | Michael Hadschieff                                                |
| 9-10 stycznia 1988   | Innsbruck                                                         | 500 m (9 stycznia)                                                | Dan Jansen                                                        | Nick Thometz                                                      | Marty Pierce                                                      |
| 9-10 stycznia 1988   | Innsbruck                                                         | 1500 m (9 stycznia)                                               | Nikołaj Gulajew                                                   | Eric Flaim                                                        | Rolf Falk-Larssen                                                 |
| 9-10 stycznia 1988   | Innsbruck                                                         | 500 m (10 stycznia)                                               | Jan Ykema                                                         | Dan Jansen                                                        | Akira Kuroiwa                                                     |
| 9-10 stycznia 1988   | Innsbruck                                                         | 1000 m (10 stycznia)                                              | Nikołaj Gulajew                                                   | Jan Ykema                                                         | Akira Kuroiwa                                                     |
| 9-10 stycznia 1988   | Innsbruck                                                         | 5000 m (10 stycznia)                                              | Tomas Gustafson                                                   | Christian Eminger                                                 | Joakim Karlberg                                                   |
| 16-17 stycznia 1988  | Davos                                                             | 500 m (16 stycznia)                                               | Uwe-Jens Mey                                                      | Siergiej Fokiczew                                                 | Igor Żelezowski                                                   |
| 16-17 stycznia 1988  | Davos                                                             | 1500 m (16 stycznia)                                              | Michael Hadschieff                                                | André Hoffmann                                                    | Eric Flaim                                                        |
| 16-17 stycznia 1988  | Davos                                                             | 500 m (17 stycznia)                                               | Uwe-Jens Mey                                                      | Nick Thometz                                                      | Dan Jansen                                                        |
| 16-17 stycznia 1988  | Davos                                                             | 1000 m (17 stycznia)                                              | Uwe-Jens Mey                                                      | Igor Żelezowski                                                   | Dan Jansen                                                        |
| 16-17 stycznia 1988  | Davos                                                             | 5000 m (17 stycznia)                                              | Tomas Gustafson Leo Visser                                        |                                                                   | Gerard Kemkers                                                    |
| 23-24 stycznia 1988  | 85. mistrzostwa Europy w wieloboju 1988 – Haga                    | 85. mistrzostwa Europy w wieloboju 1988 – Haga                    | 85. mistrzostwa Europy w wieloboju 1988 – Haga                    | 85. mistrzostwa Europy w wieloboju 1988 – Haga                    | 85. mistrzostwa Europy w wieloboju 1988 – Haga                    |
| 6-7 lutego 1989      | 19. Mistrzostwa świata w wieloboju sprinterskim 1989 – West Allis | 19. Mistrzostwa świata w wieloboju sprinterskim 1989 – West Allis | 19. Mistrzostwa świata w wieloboju sprinterskim 1989 – West Allis | 19. Mistrzostwa świata w wieloboju sprinterskim 1989 – West Allis | 19. Mistrzostwa świata w wieloboju sprinterskim 1989 – West Allis |
| 13-28 lutego 1988    | XV Zimowe Igrzyska Olimpijskie 1988 – Calgary                     | XV Zimowe Igrzyska Olimpijskie 1988 – Calgary                     | XV Zimowe Igrzyska Olimpijskie 1988 – Calgary                     | XV Zimowe Igrzyska Olimpijskie 1988 – Calgary                     | XV Zimowe Igrzyska Olimpijskie 1988 – Calgary                     |
| 5-6 marca 1988       | 82. mistrzostwa świata w wieloboju 1988 – Medeo                   | 82. mistrzostwa świata w wieloboju 1988 – Medeo                   | 82. mistrzostwa świata w wieloboju 1988 – Medeo                   | 82. mistrzostwa świata w wieloboju 1988 – Medeo                   | 82. mistrzostwa świata w wieloboju 1988 – Medeo                   |
| 5-6 marca 1988       | Savalen                                                           | 500 m (5 marca)                                                   | Dan Jansen                                                        | Jan Ykema                                                         | Uwe-Jens Mey                                                      |
| 5-6 marca 1988       | Savalen                                                           | 1000 m (5 marca)                                                  | Jan Ykema                                                         | Dan Jansen                                                        | Nick Thometz                                                      |
| 5-6 marca 1988       | Savalen                                                           | 500 m (6 marca)                                                   | Jan Ykema                                                         | Dan Jansen                                                        | Nick Thometz                                                      |
| 5-6 marca 1988       | Savalen                                                           | 1000 m (6 marca)                                                  | Nick Thometz                                                      | Dan Jansen                                                        | Jan Ykema                                                         |
| 12-13 marca 1988     | Inzell                                                            | 500 m (12 marca)                                                  | Uwe-Jens Mey                                                      | Tom Cushman Dan Jansen                                            |                                                                   |
| 12-13 marca 1988     | Inzell                                                            | 1000 m (12 marca)                                                 | Nick Thometz                                                      | Dan Jansen                                                        | André Hoffmann                                                    |
| 12-13 marca 1988     | Inzell                                                            | 5000 m (13 marca)                                                 | Leo Visser                                                        | Gerard Kemkers                                                    | Tomas Gustafson                                                   |
| 12-13 marca 1988     | Inzell                                                            | 500 m (13 marca)                                                  | Uwe-Jens Mey                                                      | Dan Jansen                                                        | Nick Thometz                                                      |
| 12-13 marca 1988     | Inzell                                                            | 1500 m (13 marca)                                                 | Jean Pichette                                                     | Hans Markström                                                    | Leo Visser                                                        |

#### Klasyfikacje
| Lp. | Zawodnik             | Punkty |
| --- | -------------------- | ------ |
| 1.  | Uwe-Jens Mey         | 225    |
| 2.  | Dan Jansen           | 221    |
| 3.  | Nick Thometz         | 185    |
| 4.  | Jan Ykema            | 168    |
| 5.  | Göran Johansson      | 137    |
| 6.  | Frode Rønning        | 129    |
| 7.  | Tom Cushman          | 126    |
| 8.  | Menno Boelsma        | 112    |
| 9.  | Bae Ki-tae           | 100    |
| 10. | Hans-Peter Oberhuber | 82     |

| Lp. | Zawodnik        | Punkty |
| --- | --------------- | ------ |
| 1.  | Dan Jansen      | 124    |
| 2.  | Nick Thometz    | 123    |
| 3.  | Jan Ykema       | 100    |
| 4.  | André Hoffmann  | 71     |
| 5.  | Hans Magnusson  | 70     |
| 6.  | Göran Johansson | 66     |
| 7.  | Tom Cushman     | 65     |
| 8.  | Hans Markström  | 64     |
| 9.  | Frode Rønning   | 60     |
| 10. | Geert Kuiper    | 52     |

| Lp. | Zawodnik           | Punkty |
| --- | ------------------ | ------ |
| 1.  | André Hoffmann     | 101    |
| 2.  | Michael Hadschieff | 90     |
| 3.  | Rolf Falk-Larssen  | 83     |
| 4.  | Eric Flaim         | 68     |
| 5.  | Hans Magnusson     | 59     |
| 6.  | Dave Silk          | 58     |
| 7.  | Joakim Karlberg    | 55     |
| 8.  | Hein Vergeer       | 45     |
| 9.  | Nikołaj Gulajew    | 43     |
| 10. | Hansjörg Baltes    | 41     |

| Lp. | Zawodnik           | Punkty |
| --- | ------------------ | ------ |
| 1.  | Tomas Gustafson    | 114    |
| 2.  | Gerard Kemkers     | 102    |
| 3.  | Leo Visser         | 101    |
| 4.  | Geir Karlstad      | 100    |
| 5.  | Michael Hadschieff | 90     |
| 6.  | Christian Eminger  | 76     |
| 6.  | Rolf Falk-Larssen  | 76     |
| 8.  | Joakim Karlberg    | 73     |
| 9.  | Eric Flaim         | 52     |
| 10. | Pertti Niittylä    | 50     |